# Árkai Péter
Árkai Péter (Budapest, 1944. július 25. –) Széchenyi-díjas geológus, petrográfus, mineralógus, geokémikus, a földtudomány kandidátusa (1983) és doktora (1993), a Magyar Tudományos Akadémia levelező (1998), majd rendes (2004) tagja. A kis hőmérsékleten zajló metamorfózis (kőzetátalakulás) elismert tudósa, a kőzetgenetikai kutatásokban alkalmazott kloritkristályossági index megalkotója, 2000 és 2007 között az MTA Geokémiai Kutatóintézetének igazgatója.

## Életútja
A budapesti Eötvös Loránd Tudományegyetemen szerzett geológus-oklevelet 1967-ben. Ugyanebben az évben helyezkedett el az MTA Geokémiai Kutatólaboratóriumában (2005-től MTA Geokémiai Kutatóintézete), ahol 1975-től csoportvezetőként, 1988-tól – 1998 után kutatóprofesszori minőségben – az ásvány- és kőzettani osztály vezetőjeként dolgozott. 2000-től 2007-ig az intézet igazgatói feladatait látta el, azóta kutatóprofesszorként tevékenykedik anyaintézményében. 1971-ben kisdoktori (dr. univ.) fokozatot szerzett az Eötvös Loránd Tudományegyetemen, 1995-ben a szegedi József Attila Tudományegyetemen habilitált, ahol 1996-tól egyetemi magántanárként magmás és metamorf kőzettant oktat.

## Munkássága
Fő kutatási területe a paleo- és mezozoikumi metamorf földtani képződmények kőzet- és ásványtana, geokémiája, a diagenezis (kőzetté alakulás) és a kis hőmérsékleten zajló metamorfózis (kőzetátalakulás) jelentősége a Pannon-medence kőzetgenetikai és kéregfejlődésében. Termobarometriai módszerek alkalmazásával elkülönítette egymástól a több szakaszban lezajló metamorfózison átesett, polimetamorf dél-magyarországi aljzat progresszív és regresszív – azaz növekvő, illetve csökkenő hőmérséklet és nyomás mellett kialakult – szakaszait. Emellett meghatározta az alpi metamorfózis dinamotermális paramétereinek (nyomás és hőmérséklet) tér- és időbeli változásait Észak-Magyarország szerkezeti egységeiben (Bükk, Upponyi-hegység, Aggteleki-karszt, Rudabányai-hegység stb.) és az Alpok egyes régióiban.
Elméleti-módszertani munkásságának egyik legjelentősebb eredménye a rétegszilikátok, azokon belül az illit és a klorit kristályosságának ásványtani értelmezése és kőzetgenetikai alkalmazása. A klorit diagenezisében és metamorfózisában mutatkozó, sajátos ásványtani és szerkezeti tulajdonságokkal jellemzhető kőzetgenetikai szakaszok, röntgendiffraktometriával adatolható törvényszerűségek figyelembevételével bevezette a kloritkristályossági indexet (Árkai-index, a nemzetközi szakirodalomban Arkai index, AI).
Számos hazai és nemzetközi szakfolyóiratban publikál, emellett a szegedi Acta Mineralogica-Petrographica szerkesztőbizottsági tagja.

### Társasági tagságai és elismerései
1998-tól a Magyar Tudományos Akadémia levelező, 2004-től rendes tagja, egyúttal a Geokémiai, Ásványtani és Kőzettani Tudományos Bizottság elnöke. 1962-től a Magyarhoni Földtani Társulat választmányi, utóbb tiszteleti tagja. Emellett több külföldi tudományos társaság munkájában részt vesz: a Svájci Természettudományi Akadémia (1997), az amerikai Agyagásványtani Társaság (Clay Minerals Society), a londoni Ásványtani Társaság (Mineralogical Society), valamint a Svájci Ásványtani és Kőzettani Társaság (Schweizerische Mineralogische und Petrographische Gesellschaft) tagja, valamint munkacsoport-vezetőként irányítja a Földtudományok Nemzetközi Szövetsége (International Union of Geological Sciences) magyar nemzeti bizottságának munkáját.
Tudományos eredményei elismeréseként 1980-ban Kiváló Munkáért díjat, 1981-ben a Magyarhoni Földtani Társulat Vendl Mária-emlékérmét, 1994-ben Akadémiai Díjat, 2006-ban Széchenyi-díjat kapott. 2011-ben a Magyar Köztársasági Érdemrend középkeresztjével tüntették ki.

## Főbb művei
- Transitional very low- and low-grade regional metamorphism of the Paleozoic formations, Uppony Mountains, NE-Hungary: Mineral assemblages, illite-crystallinity, -bo and vitrinite reflectance data.  Acta Geologica Hungarica,  XXIV. évf.   (1981)   265–294. o. (Többekkel)
- Very low- and low-grade Alpine regional metamorphism of the Paleozoic and Mesozoic formations of the Bükkium, NE-Hungary.  Acta Geologica Hungarica,  XXVI. évf.   (1983)   83–101. o.
- Polymetamorphic evolution of the South-Hungarian crystalline basement, Pannonian Basin: Geothermometric and geobarometric data.  Acta Geologica Hungarica,  XXVIII. évf.   (1985)   165–190. o. (Többekkel)
- Diagenesis and regional metamorphism of the Mesozoic of Aggtelek-Rudabánya Mountains (Northeast Hungary).  Acta Geologica Hungarica,  XXIX. évf.   (1986)   349–373. o. (Kovács Sándorral)
- Chlorite crystallinity: An empirical approach and correlation with illite crystallinity, coal rank and mineral facies as exemplified by Palaeozoic and Mesozoic rocks of northeast Hungary.  Journal of Metamorphic Geology,  IX. évf.   (1991)   723–734. o.
- Timing of low-temperature metamorphism and cooling of the Paleozoic and Mesozoic formations of the Bükkium, innermost Western Carpathians, Hungary.  Geologische Rundschau,  LXXXIV. évf.   (1995)   334–344. o. (Többekkel)
- Simultaneous measurements of chlorite and illite crystallinity: A more reliable tool for monitoring low- to very low-grade metamorphisms in metapelites: A case study from the Southern Alps (NE Italy).  European Journal of Mineralogy,  VII. évf.   (1995)   1115–1128. o.
- Crystallinity, crystallite size and lattice strain of illite-muscovite and chlorite: Comparison of XRD and TEM data for diagenetic to epizonal pelites.  European Journal of Mineralogy,  VIII. évf.   (1996)   1119–1137. o.
- Composition, diagenetic and post-diagenetic alterations of a possible radioactive waste repository site: The Boda Albitic Claystone Formation, southern Hungary.  Acta Geologica Hungarica,  XLIII. évf.   (2000) (Többekkel)
- Amphibole-bearing assemblages as indicators of microdomain-scale equilibrium conditions in metabasites: An example from Alpine ophiolites of the Meliata Unit, NE Hungary.  Mineralogy and Petrology,  LXXXIV. évf.   (2005)   233–258. o. (Többekkel)
- Temperature and age constraints on the metamorphism of the Tethyan Himalaya in Central Nepal: A multidisciplinary approach.  Journal of Asian Earth Sciences,  XXX. évf.   (2007)   113–130. o. (Többekkel)
- Anatomy of a transitional brittle–ductile shear zone developed in a low-T meta-andesite tuff: A microstructural, pertrological and geochronological case study from the Bükk Mts. (NE Hungary).  Journal of Structural Geology,  XXX. évf.   (2008)   159–176. o. (Többekkel)